# Testimonio de mujer (película)
Testimonio de mujer (La passante du Sans-Soucis) es una película francesa de Jacques Rouffio, estrenada en 1982.Es una adaptación de la novela homónima de Joseph Kessel, publicada en 1936.

## Sinopsis
Durante una audiencia para la liberación de un preso político, Max Baumstein, un hombre suizo de sesenta años y presidente de una organización humanitaria, empieza a hablar en alemán a su interlocutor, el embajador de Paraguay, Federico Lego.Le pregunta si es efectivamente Rupert con Legaart, el asesino nazi de sus padrastros, y si se acuerda de Elsa y Michel Wiener. Luego saca un arma de su cartera y lo asesina con frialdad.
Detenido, le cuenta a su esposa Lina su vida en la Alemania bajo el régimen nazi, y luego, durante el juicio, se evocan otros aspectos de ese periodo.
En 1993, su familia fue martirizada por los nazis por ser judíos. Un día, la SA le rompió una pierna dejándole discapacitado durante toda su vida, y asesinaron a su padre delante de sus ojos. Fue acogido por empleados de su padre, Michel y Elsa Wiener. Ante las amenazas contra los judíos y los opositores del nazismo, además del saqueo por parte de la SA a la oficina de Michel porque publica libros prohibidos,Elsa se va a París con Max mientras Michel se queda para liquidar sus bienes. Cuando intenta marchase, la Gestapo le detienen en el tren, pero poco antes de su arresto, encarga a un pasajero francés que entregue un fajo de billetes a Elsa en París. Este pasajero, Maurice Bujart, el representante de una casa familiar de vino de Champaña, cumple con la misión y después se hace amigo de Max y de Elsa. Maurice visita a menudo a Elsa en el Rajah, un cabaret donde trabaja como cantante alemana.Al principio tenía una opinión muy «neutral», pero poco a poco se va dando cuenta de los nazis con los que hace negocios. Elsa le pide que vaya a Berlín para ver al abogado judío de Michel, M. Hellwig. Pero fue asesinado por los nazis, y su esposa, que estaba aterrorizada, pensó que Maurice era un agente provocador de la Gestapo. De vuelta a París, Maurice intenta explicar a Elsa por qué no ha visto a Michel y que este se encuentra en manos de la Gestapo.
Elsa acude a la embajada alemana en París y se entera de que su marido ha sido condenado a cinco años en un campo de concentración. Decide participar en una protesta popular contra el fascismo alemán para exigir la liberación de Michel, pero no tiene mucho impacto.Para adelantar su puesta en libertad, ella pasa la noche con un joven diplomático alemán, Ruppert von Legaart, que frecuenta el cabaret donde trabaja. Michel es liberado y llega a París, pero cuando se reencuentra con Elsa, ambos son ejecutados frente al café Le Sans-Soucis por unos asesinos en presencia de Ruppert von Legaart.
Cincuenta años más tarde, tras la audiencia de la organización humanitaria, Max asesina a Ruppert von Legaart tras confesar su verdadera identidad.
Ante el tribunal, Max se declara culpable y explica que su acto es un grito de alarma. Maurice Bujart y Charlotte Mopar, un amiga de Elsa en el Rajah, testificaron en el juicio. Charlotte había sido detenida en 1943 y la deportaron a un campo de concentración. Cuando salió quiso visitar la tumba de Elsa y Michel, pero esta no existía debido al régimen Vichy y fueron enterrados en una fosa común. Como homenaje, Charlotte recaudó dinero para colocar una placa en el café Le Sans-Soucis, por ser «los primeros en luchar contra Hitler».
Max es condenado a cinco años de prisión con libertad condicional. Mientras Lina espera, dos individuos la amenazan debido a «su judío». Mientras Max y Lina toman un café en Le Sans-Soucis, un anuncio en sobreimpresión informa al espectador que serán asesinados dentro de seis meses.

## Ficha técnica
- Título: Testimonio de mujer
- Dirección y coadaptación: Jacques Rouffio
- Asistentes de dirección: Claire Denis, Alain Peyroliaz, Sabine Eckhard
- Adaptación: Jacques Kirsner, basada en la novela de Joseph Kessel
- Guion: Jacques Kirsner
- Fotografía: Jean Penzer
- Montaje: Anna Ruiz
- Música: Georges Delerue - Canción de exilio interpretada por Talila
- Escenografía: Jean-Jacques Caziot, Hans-Jürgen Kiebach
- Vestuario: Catherine Leterrier
- Sonido: William-Robert Sivel (a quien va dedicada la película)
- Productores: Artur Brauner, Raymond Danon y Jean Kerchner productor ejecutivo
- Director general de producción: Jean Kerchner
- Director de producción en Alemania: Peter Hahne
- Colaboración en la producción: Ralph Baum
- Productoras: Elephant Productions - Les Films A2 (París) - CCC-Filmkunst (Berlín)
- Distribuidora: Parafrance
- País de origen:  Francia | Alemania Occidental
- Formato: Color Eastmancolor
- Género: Drama
- Rodaje: desde el 12 de octubre al 29 de diciembre de 1981
- Duración: 110 minutos
- Estreno:
  - Francia: 14 de abril de 1982
  -  Alemania Occidental: 22 de octubre de 1982
  -  Alemania Oriental: 13 de mayo de 1983
  - Estados Unidos: 14 de agosto de 1983
  - España: 1 de abril de 1984[4]

## Reparto
- Romy Schneider: Elsa Wiener / Lina Baumstein
- Michel Piccoli: Max Baumstein de 60 años, presidente de la ONG Solidarité internationale
- Wendelin Werner: Max de 12 años, protegido de Elsa tras el asesinato de su padre por los nazis
- Gérard Klein: Maurice Bouillard, un comerciante de champán, enamorado de Elsa
- Helmut Griem: Michel Wiener, marido de Elsa y editor antinazi
- Mathieu Carrière: Ruppert von Legaart, agregado en la embajada de Alemania (1934), luego embajador de Paraguay en París bajo el nombre de Federico Lego
- Dominique Labourier: Charlotte Maupas, la amiga y compañera de entrenamiento de Elsa
- Jacques Martin: Marcel Turco, jefe del cabaret Le Rajah donde trabajan Elsa y Charlotte
- Véronique Silver: la presidenta del tribunal
- Pierre Michael: Maestro Jouffroy
- Martine de Breteuil: el profesor de la Filarmónica de Sans-Souci
- Jacques Nolot: quien dirige el bistró de Sans-Souci que quiere estrechar la mano a Max Baumstein
- Jean Reno: el hombre que ataca verbalmente a Lina a la salida del tribunal
- Maria Schell: Anna Hellwig, que presenta la urna funeraria de su marido a Maurice
- Marcel Bozonnet: Charles Mercier
- Christiane Cohendy: Hélène Nolin
- Pierre Pernet: ?
- Alain MacMoy: el abogado en el juicio de Max Baumstein

## Producción

### Guion
Testimonio de mujer es la última película de Romy Schneider. Es un proyecto que inició tras la lectura de la novela La Passante du Sans-Souci de Joseph Kessel. En la víspera del rodaje, que ya había sido aplazado tres meses después de una lesión en el pie, la actriz se sometió una grave operación para extirparle un riñón. Las compañías de seguros se negaron a cubrir los riesgos de su ausencia durante el rodaje.
En los créditos de esta última película, se le dedica una mención: «A David y a su padre...» (su hijo David y su ex marido Harry Meyen, un antiguo judío alemán deportado, ambos fallecidos antes de 1982).

### Reparto
El intérprete del personaje de Max a los 12 años, Wendelin Werner, se convirtió en un gran matemático, ganador en 2006 de la Medalla Fields en matemáticas, el equivalente al Premio Nobel.
Jacques Martin imita sucesivamente en el escenario de su cabaret a Léon Blum, Benito Mussolini, Adolf Hitler y Maurice Chevalier, luego introduce a Elsa Wiener en el escenario, presentándola como el «ruiseñor vienés».
Jean Reno aparece al final de la película cuando, tras el veredicto favorable a Max Baumstein, dos pequeños canallas gritaron a Lina: uno la escupe y luego el otro, Jean Reno, la advierte: «¡No la llevarás al paraíso!», su única línea.

### Rodaje
El café Le Sans-Souci, situado en Pigalle en la novela de Joseph Kessel, en la película se encuentra en el distrito XV Distrito de París, cerca de la estación de metro Balard, al suroeste de París, de ahí la incoherencia cuando Elsa, al recibir a su marido en la estación de París Este, le dice que el café «no está lejos».
Algunas escenas fueron rodadas en el restaurante parisino Bouillon Chartier, otras en Beausoleil (Alpes-Maritimes), así como en Berlín.

## Distinciones
- César 1983
  - César al mejor sonido para William-Robert Sivel
  - nominación al César a la mejor actriz para Romy Schneider
  - nominación al César al mejor actor secundario para Gérard Klein
  - nominación al César a la mejor música original para Georges Delerue